# Marko Marulić
Marko Marulić, född 18 augusti 1450 i Split, död där 5 januari 1524, var en kroatisk poet och kristen humanist, känd som den kroatiska litteraturens fader samt den kroatiska renässansens fader. Han signerade sina verk som Marko Marulić Splićanin ("Marko Marulić från Split"), Marko Pečenić, Marcus Marulus Spalatensis eller Dalmata ("Dalmatiern").
Marulić var en adelsman som tillhörde den kända aristokratiska familjen Pečenić (Pecinić, Picinić), som under 1400-talet kom att kalla sig Marulus eller De Marulis. Lite är känt om hans liv och få fakta som har överlevt är fullt pålitliga. Det är dock säkert att han gick i skola i sin hemstad som leddes av den humanistiske författaren Tideo Acciarini. Efter att ha fullgjort studierna där spekuleras det i om han tog examen i juridik vid universitetet i Padua, och därefter tillbringade större delen av sin tid i sin hemstad Split. Emellanåt besökta han Venedig för att bedriva handel och Rom (för att fira året 1500). Han bodde omkring två år i Nečujam, på ön Šolta. I Split arbetade Marulić som domare, examinator och arvsförrättare. På grund av sitt arbete blev han en central gestalt inom humanistkretsen i Split.
Marulić var inspirerad av Bibeln, antikens författare och kristna hagiografer. Han skrev på tre språk: latin (av vilka mer än 80 % av hans bevarade verk är skrivna på), kroatiska (čakavisk dialekt) och vulgäritalienska. Marulić var aktiv i kampen mot de osmanska turkarna, som hade invaderat Kroatien. Han skrev bland annat en epistel till påven där han bad om hjälp i kampen mot turkarna.
Marulićs kanske mest betydelsefulla verk på kroatiska är den episka dikten Judita från 1501.